# Гончаров Валентин Іванович
Валентин Іванович Гончаров (нар. 1937, тепер Вітебської області, Білорусь) — радянський державний діяч, новатор виробництва, бригадир зварювальників Білоруського автомобільного заводу. Кандидат у члени ЦК КПРС у 1971—1976 роках. Депутат Верховної Ради СРСР 9-го скликання.

## Життєпис
У 1956 році закінчив 9 класів середньої школи.
У 1956—1960 роках — служба у Військово-морському флоті СРСР.
У 1960—1966 роках — підсобний робітник, диспетчер, слюсар пресово-зварювального цеху Білоруського автомобільного заводу міста Жодіно Мінської області.
Член КПРС з 1962 року.
У 1966—1969 роках — газоелектрозварювальник, з 1969 року — бригадир комплексної бригади газоелектрозварювальників пресового цеху Білоруського автомобільного заводу міста Жодіно Мінської області.
Потім — на пенсії. 

## Нагороди і звання
- орден Леніна
- орден Трудового Червоного Прапора
- медалі